# Перекрестов, Александр Яковлевич
Александр Яковлевич Перекрестов (5 ноября 1923, Великий Дальник, Беляевский район — 25 июня 1983, Одесса) — связист миномётной роты 244-го гвардейского стрелкового полка, гвардии младший сержант — на момент представления к награждению орденом Славы 1-й степени.

## Биография
Родился 5 ноября 1923 года в селе Дальник Беляевского района Одесской области. Украинец. Сын полного Георгиевского кавалера. Окончил 10 классов. С августа 1941 года по апрель 1944 года находился на временно оккупированной территории.
После освобождения села в апреле 1944 года призван в Красную Армию и направлен на фронт телефонистом 244-го гвардейского стрелкового полка 82-й гвардейской стрелковой дивизии. В составе 8-й гвардейской армии воевал на 3-м Украинском и 1-м Белорусском фронтах. Участвовал в боях на Днестре, наступлении на ковельском направлении, форсировании Западного Буга и Вислы, боях на магнушевском плацдарме, Висло-Одерской операции. Отличился во время блокирования немецкого гарнизона города-крепости Познань и в Берлинской операции.
Гвардии младший сержант Перекрестов в ходе боёв 26-28 января 1945 года в боях за Познань под огнём противника устранил 38 порывов на линиях связи, чем обеспечил командиру батальона связь с ротами.
Приказом командира 82-й гвардейской стрелковой дивизии от 26 февраля 1945 года за мужество, проявленное в боях с врагом, гвардии младший сержант Перекрестов награждён орденом Славы 3-й степени.
За период с 1 по 7 февраля 1945 года у Познани Перекрестов с бойцами под вражеским огнём устранил 50 порывов телефонной связи, чем обеспечил успех действий батальона. 7 февраля при отражении контратаки противника уничтожил пятерых противников. Был ранен, но продолжал выполнять боевую задачу.
17 марта 1945 года приказом командира дивизии гвардии младший сержант Перекрестов повторно награждён орденом Славы 3-й степени.
Указом Президиума Верховного Совета СССР от 1 октября 1968 года Перекрестов Александр Яковлевич перенаграждён орденом Славы 1-й степени.
Связист миномётной роты гвардии сержант Перекрестов 23 апреля 1945 года в бою на подступах к городу Берлин при форсировании реки Шпрее наладил бесперебойную связь с ротами, устранил 18 порывов на линии, проходящей через реку. Был ранен, но остался в строю.
Приказом по 8-й гвардейской армии от 31 мая 1945 года гвардии сержант Перекрестов награждён орденом Славы 2-й степени.
В 1948 году демобилизован. Вернулся в родное село. Работал заведующим клубом. С 1951 года проходил службу в органах Комитета Государственной Безопасности. Член ВКП/КПСС с 1956 года. Жил в городе Одесса. С 1983 года подполковник Перекрестов в запасе. Умер 25 июня 1983 года. Похоронен в Одессе на Таировском кладбище.
Награждён орденами Красной Звезды, Славы 1-й, 2-й и 3-й степени, медалями.
Одна из улиц села Дальник названа его именем.